# Meloidogynidae
Meloidogynidae är en familj av rundmaskar. Meloidogynidae ingår i ordningen Tylenchida, klassen Adenophorea, fylumet rundmaskar och riket djur.
Familjen innehåller bara släktet Meloidogyne.

## Bildgalleri

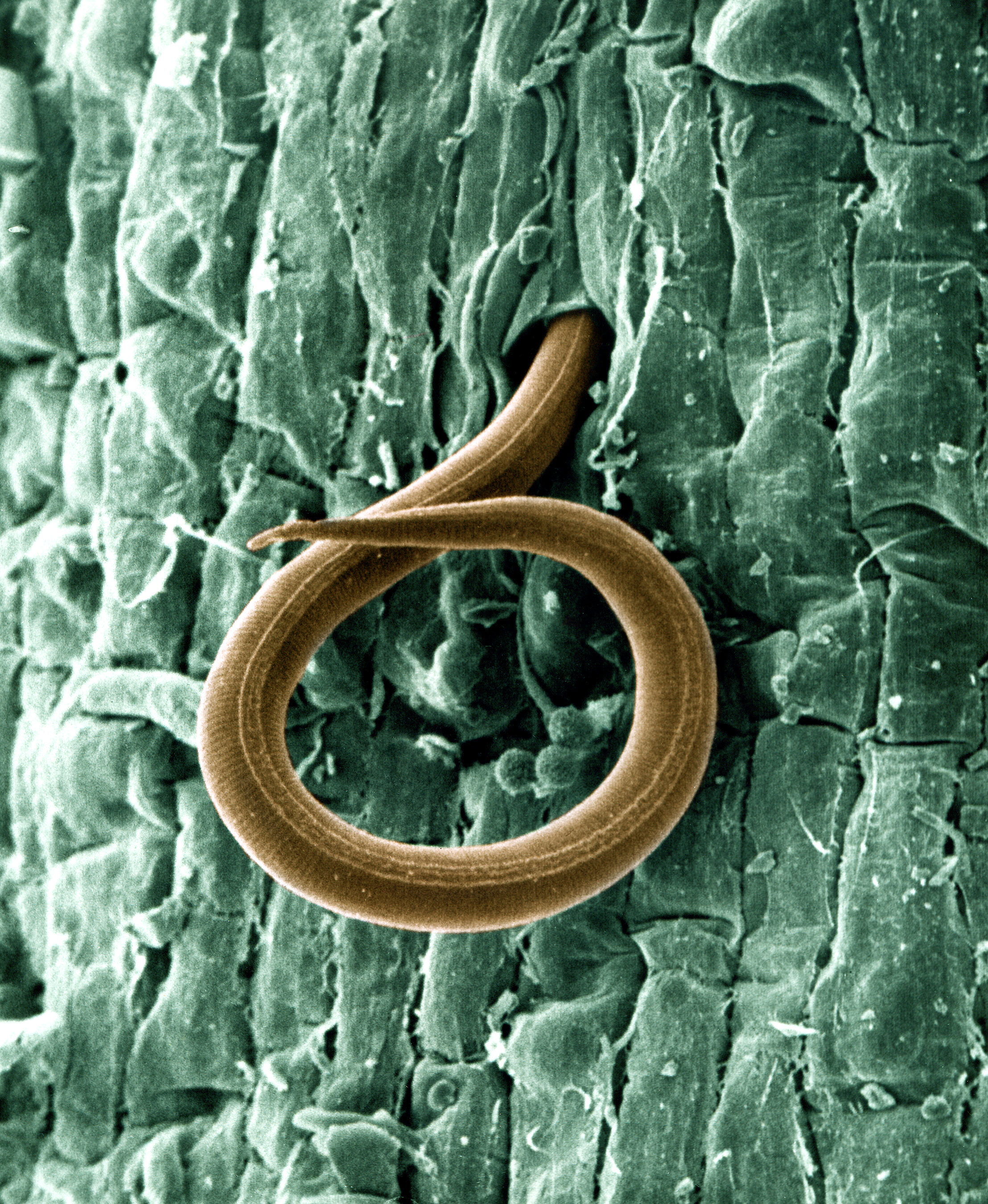
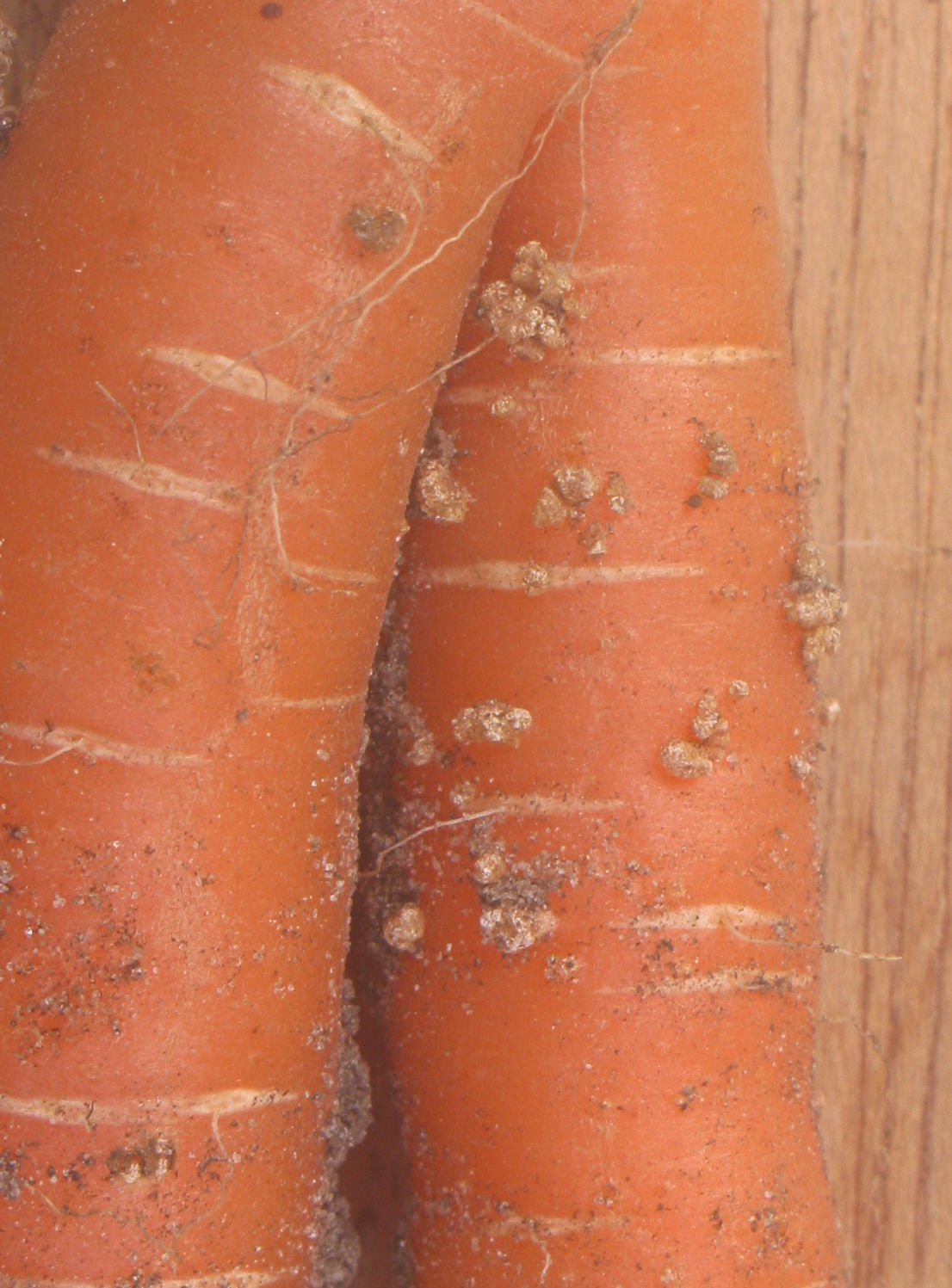
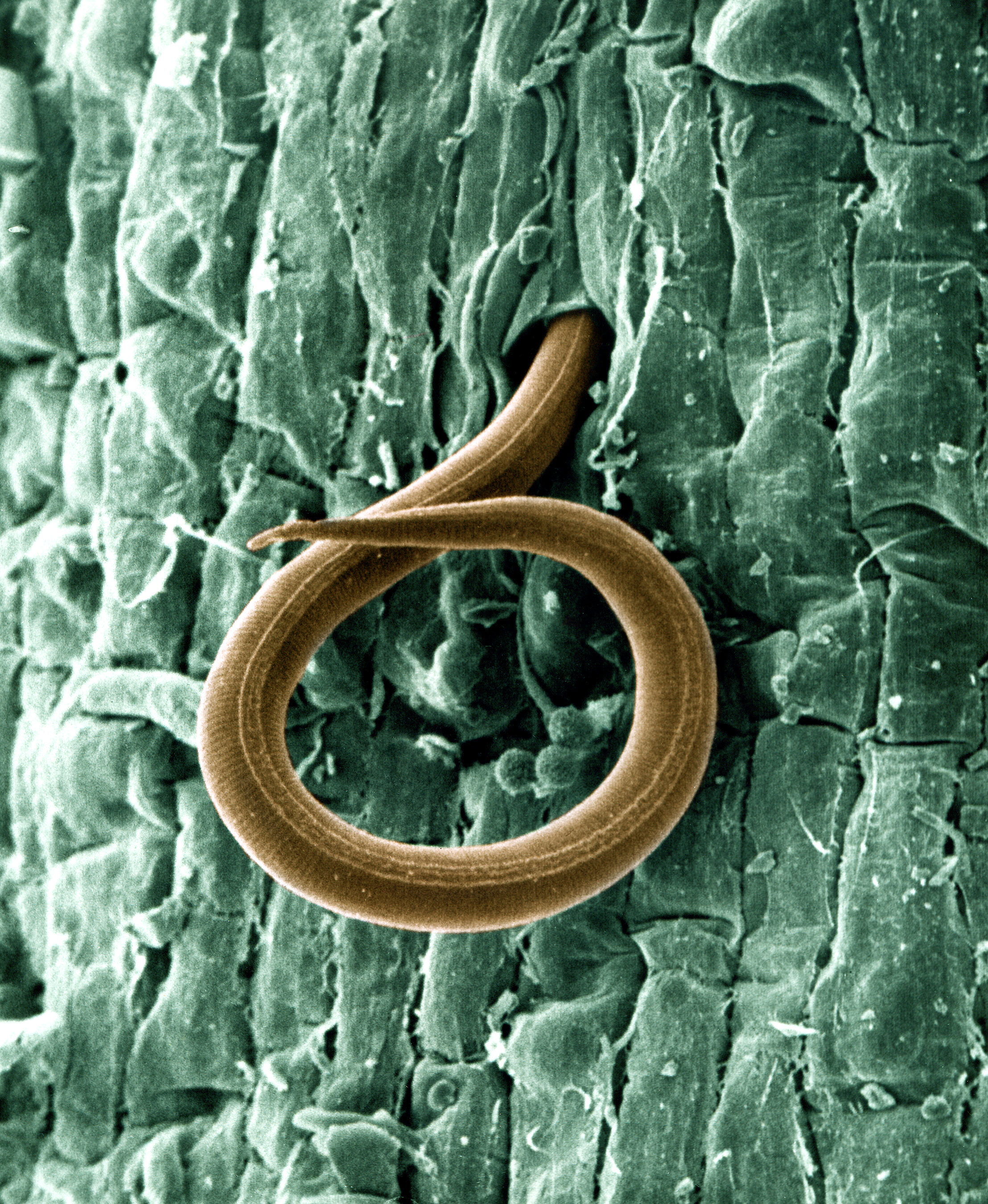
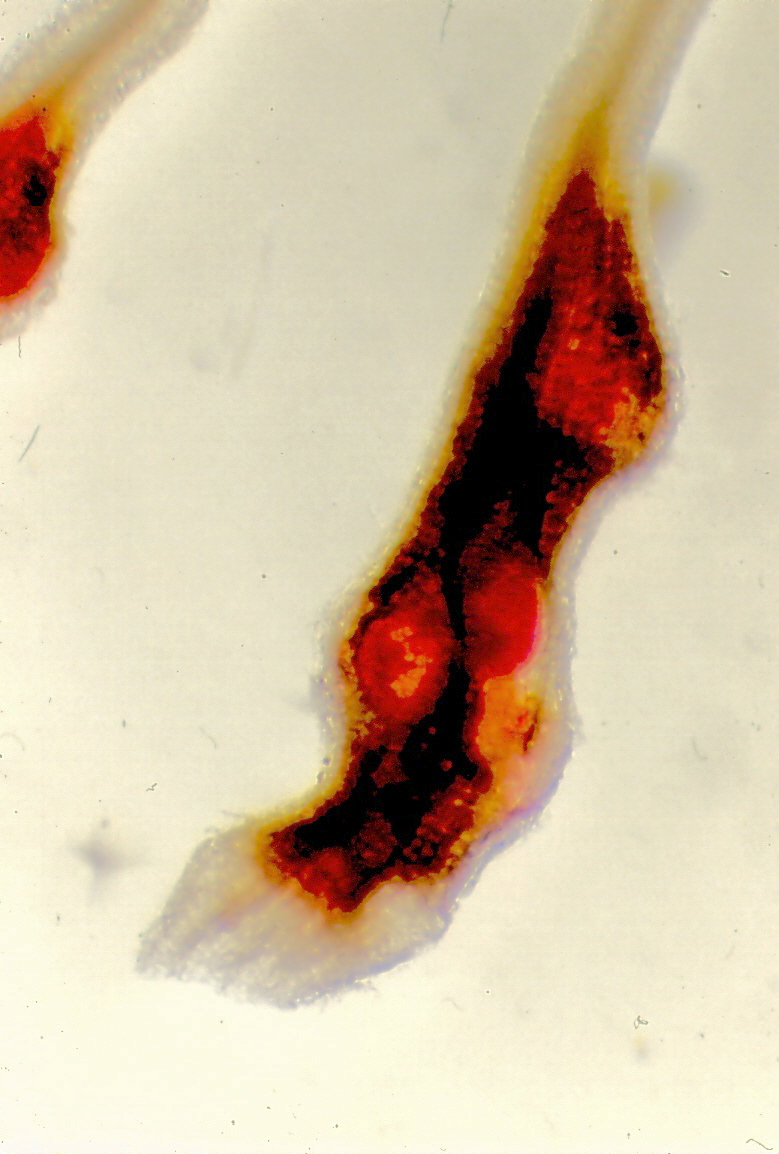